# Dondo (Distrikt)
Dondo ist ein Distrikt der Provinz Sofala in Mosambik mit der Hauptstadt Dondo. Sein Gebiet grenzt im Norden an den Distrikt Distrikt, im Osten an den Indischen Ozean, im Süden an die Stadt Beira und den Distrikt Buzi und im Westen an den Distrikt Nhamatanda.

## Geographie
Der Distrikt Dondo liegt im Übergangsbereich vom tropischen Regenwald zur heißen Steppe (nach der Klimaklassifikation von Köppen und Geiger). Der durchschnittliche jährliche Niederschlag beträgt 1000 bis 1499 mm.

## Bevölkerung
| Der Distrikt ist 2.308 Quadratkilometer groß und hatte 2013 eine Einwohnerzahl von 161.752 Menschen. Das entspricht einer Bevölkerungsdichte von 70 Personen pro Quadratkilometer. Wie in den meisten Distrikten in Mosambik ist die Bevölkerung sehr jung, in Dondo sind 41 Prozent der Einwohner unter 15 Jahre alt. Im Verhältnis zur gesamten Provinz Sofala hat der Distrikt Dondo eine geringe Rate an Analphabeten, was sich vor allem bei der Jugend zeigt. So können in Dondo nur 10 Prozent der 15- bis 19-jährigen nicht Lesen und Schreiben, während es in der Provinz Sofala 23 Prozent sind. Aber auch in Dondo ist der Analphabetismus vor allem bei Frauen hoch. So sind bei den 25- bis 29-Jährigen 11 Prozent der Männer aber 42 Prozent der Frauen Analphabeten. | Die zur Anzeige dieser Grafik verwendete Erweiterung wurde dauerhaft deaktiviert. Wir arbeiten aktuell daran, diese und weitere betroffene Grafiken auf ein neues Format umzustellen. (Mehr dazu) Analphabetismus in den Altersgruppen |

## Einrichtungen und Dienstleistungen
In Distrikt befinden sich (Stand 2013) 75 Grundschulen (Primárias) und elf weiterführende Schulen (Secundárias). Von den Grundschulen sind 51 öffentliche Schulen (68 %), von den weiterführenden Schulen sind drei der sieben öffentlich (43 %).
In Dondo gibt es elf Gesundheitszentren und zwei Ambulanzen.

## Verwaltungsgliederung
Der Distrikt Dondo ist in zwei Verwaltungsposten (postos administrativos) gegliedert:

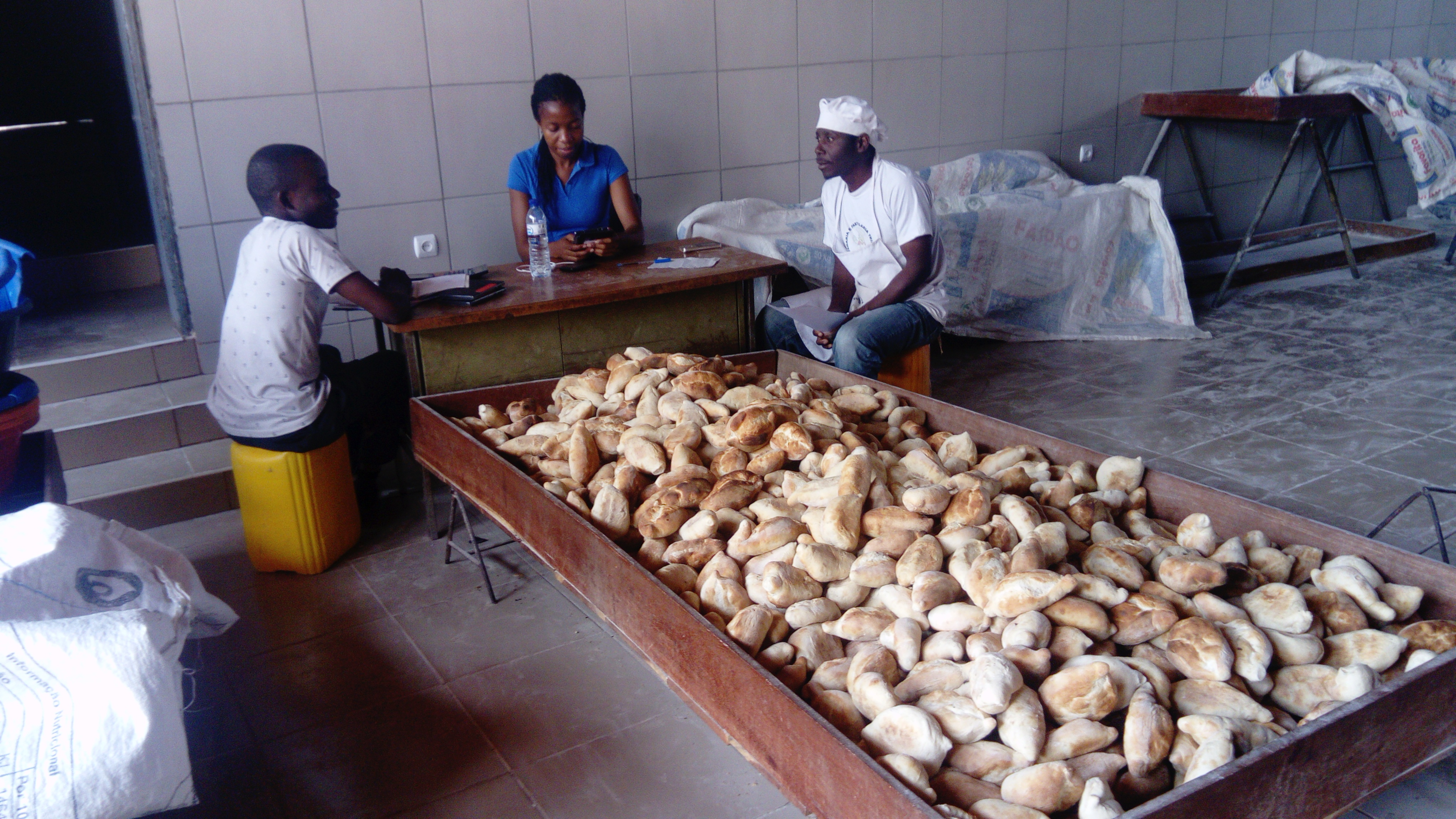
Bäckerei in Dondo

- Dondo
- Mafambisse[1]

## Wirtschaft und Infrastruktur
Im Jahr 2007 hatten 12,5 Prozent der Bevölkerung Zugang zu elektrischer Energie. 30 Prozent bekamen das Trinkwasser aus einem Brunnen und nur vier Prozent aus einem Fluss oder einem Teich (verglichen mit 15 Prozent in der Provinz Sofala).

### Landwirtschaft
Im Jahr 2010 gab es 33.000 landwirtschaftliche Betriebe mit durchschnittlich 1,4 Hektar Land. Am meisten angebaut wurde Mais, Maniok, Bohnen, Erdnüsse, Süßkartoffel und Reis (Stand 2005).

### Bodenschätze
Der einzige Bodenschatz, der in Dondo abgebaut wird, ist Ton.

### Verkehr
Dondo ist ein wichtiger Verkehrsknoten:
- Eisenbahn: Es gibt Verbindungen in die Provinzen Beira, Manica und Tete und nach Simbabwe, Malawi, Sambia, Botswana und in die Republik Kongo.
- Das Straßennetz hat eine Länge von 156 Kilometern. Die Nationalstraße EN 6 verläuft im Westen durch Dondo und verbindet Beira im Süden mit Chimoio, der Hauptstadt der Provinz Manica.[1]

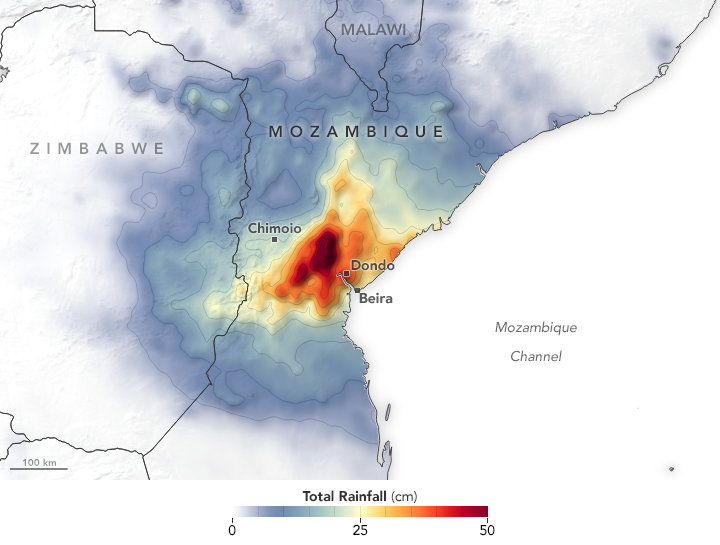
Wirbelsturm Idai trifft auf Dondo

## Naturkatastrophe 2019
Am 13. März 2019 traf der Wirbelsturm Idai mit Windgeschwindigkeiten von 160 bis 190 km/h und 150 mm Niederschlag innerhalb von 24 Stunden auf den Distrikt Dondo. Neben anderen Hilfsorganisationen versorgte auch die Caritas Österreich Beira, Dondo und Caia mit Nahrungsmitteln und Hygiene-Artikel.